# ویلیام سی. موریس، بوئنوس آیرس
ویلیام سی. موریس (به اسپانیایی: William C. Morris) شهری در کشور آرژانتین، استان بوئنوس آیرس است که در سال ۲۰۰۹ میلادی، حدود ۴۸۹۱۶ نفر جمعیت داشته است.